# Кано (село)
Кано (рос. Кано) — село у Старополтавському районі Волгоградської області Російської Федерації.
Населення становить 407  осіб. Входить до складу муніципального утворення Кановське сільське поселення.

## Історія
Село розташоване у межах українського історичного та культурного регіону Жовтий Клин.
Згідно із законом від 17 січня 2005 року № 991-ОД органом місцевого самоврядування є Кановське сільське поселення.

## Населення
| 1860  | 1883 | 1888 | 1897  | 1904  | 1908  | 1910  |
| ----- | ---- | ---- | ----- | ----- | ----- | ----- |
| 239   | ↗425 | ↗721 | ↗739  | ↗1268 | ↗1484 | ↗1535 |
| 1920  | 1922 | 1923 | 1926  | 1931  | 2010  |       |
| ↘1349 | ↘740 | ↗951 | ↗1075 | ↗1176 | ↘407  |       |